# Sphindus carbonarius
Sphindus carbonarius es una especie de coleóptero de la familia Sphindidae.

## Distribución geográfica
Habita en Sumatra (Indonesia).